# The Magic Numbers
The Magic Numbers je čtyřčlenná britská indie popová kapela tvořená dvěma sourozeneckými dvojicemi. Jejich první, eponymní deska byla nominována na prestižní cenu Mercury Prize.

## Diskografie

### Desky
- The Magic Numbers - 2005
- Those the Brokes - 2006